# Ai Mori
Ai Mori (森 秋彩, Mori Ai), née le 17 septembre 2003) est une grimpeuse japonaise, spécialiste d'escalade sportive. Elle gagne les championnats d'escalade du Japon en difficulté en 2016, 2017, 2020 et 2021 et se place première en bloc en 2021 à cette même compétition.
Pendant les championnats du monde IFSC de 2019, elle devient la plus jeune athlète japonaise sur un podium en compétition mondiale en remportant la médaille de bronze. Aux championnats du monde de 2023 à Berne, elle devient championne du monde en difficulté.

## Biographie
Ai Mori naît le 17 septembre 2003 dans la préfecture à Ibaraki au Japon. Elle commence l'escalade à 7 ans et se montre très compétitive,. Sa pratique de l'escalade est initialement amateur, consistant simplement à grimper aux arbres, pour des raisons de sécurité son père l'encourage à pratiquer plutôt dans un cadre compétitif et sportif et l'inscrit dans une salle d'escalade,. Elle remporte ses premières compétitions dès l'age de 12 ans.

## Carrière sportive
En 2016, elle devient la plus jeune athlète japonaise à remporter le championnat national d'escalade japonais (en) d'escalade sportive à 12 ans,, elle remporte de nouveau le titre en 2017. Entre 2017 et 2019 elle se place bien et remporte certains titres dans des compétitions jeunes, comme à Singapour en 2017, au championnat du monde à Innsbruck où elle remporte la première place en difficulté en catégorie jeune et Chongqing en 2018 où elle obtient la seconde place dans la même catégorie.
En 2019, elle se place 3e Championnats du monde d'escalade en difficulté. Elle a alors 15 ans et se fait remarquer comme une grimpeuse de premier plan,. Sa performance la rend éligible au Jeux Olympiques de Tokyo de 2020, cependant elle ne se rend pas à la compétition, l'équipe japonaise était déjà au complet.
Elle interrompt la compétition entre 2019 et 2022 afin de s'entraîner et de reprendre goût au sport sur les conseils de l'ex-grimpeuse Akiyo Noguchi,.
En 2022, elle remporte championnat du monde en difficulté. L'année suivante elle remporte de nouveau la compétition à Berne dans la même catégorie,. Elle domine également la compétition au Japon où elle se place première championnat national d'escalade japonais (en) en difficulté en 2020, 2021, 2022, 2023 et 2024.
Aux jeux olympiques de Paris 2024, elle se place en quatrième position aux épreuves combinées après une performance décevante en bloc et une réussite en difficulté,.

## Palmarès

### Championnats du monde
- 2019 à Hachiōji,  Japon
  -  Médaille de bronze en difficulté
- 2023 à Berne,  Suisse
  -  Médaille d’or en difficulté
  -  Médaille de bronze en combiné